# Acalypha tomentulosa
Acalypha tomentulosa é uma espécie de flor do gênero Acalypha, pertencente à família Euphorbiaceae.